# Szczerbiec

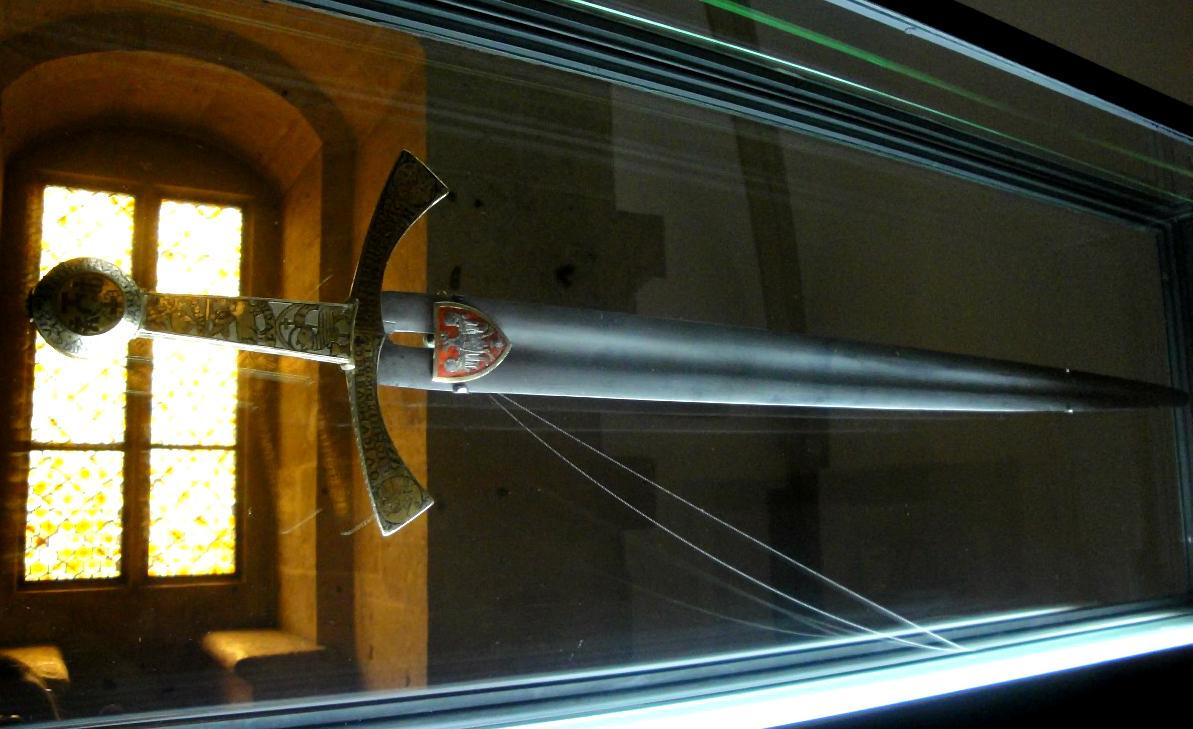
A Szczerbiec koronázási kard a Wawelban, Krakkóban.

A Szczerbiec koronázási kard az egyetlen napjainkig fennmaradt darabja a középkori lengyel koronaékszereknek, melyet a lengyel uralkodók 1320-tól 1764-ig használtak. A kardot napjainkban Krakkóban a Wawel kincstárában őrzik, ahol kiállítási darabként megtekinthető. A kard legjellegzetesebb része a díszítőmotívumokkal ellátott markolat, melyen varázsigék, keresztény jelképek, valamint virágminták szerepelnek, valamint a pengében egy szűk vájat található,  mely Lengyelország címerét tartalmazza. A kard lengyel neve a lengyel szczerba, azaz vájat, rés jelentésű szóból ered, ezért gyakran csak a Réses kard, vagy Vájt kard néven hivatkoznak rá, habár pengéje egyenes és szélei simák.
Egy a Szczerbiechez kötődő legenda szerint I. Boleszláv lengyel király okozta a bemélyedést, amikor is a kijevi Aranykapuhoz ütötte a kardot, amikor is 1018-ban a kijevi örökösödési háborúban rész vett. Jól lehet a kijevi Aranykapu csak 1037-ben épült, illetve maga a kard is csak később, a késő tizenkettedik-tizenharmadik század során készülhetett. A kard első alkalommal 1320-ban szerepelt I. Ulászló lengyel király megkoronázásakor a koronaékszerek között. A porosz csapatok 1795-ben hadizsákmányként magukkal vitték, majd ezt követően számos alkalommal cserélt gazdát a tizenkilencedik század során. 1884-ben megvásárolta a szentpétervári Ermitázs múzeum. A Szovjetunió 1928-ban visszaadta Lengyelországnak a kardot. A második világháború során a Szczerbiecet Kanadába menekítették ki és egészen 1959-ig nem is tért vissza Krakkóba. A huszadik század során a kard szimbóluma bekerült számos lengyel nacionalista és szélsőjobboldali csoport jelképei közé.

## Jellemzői

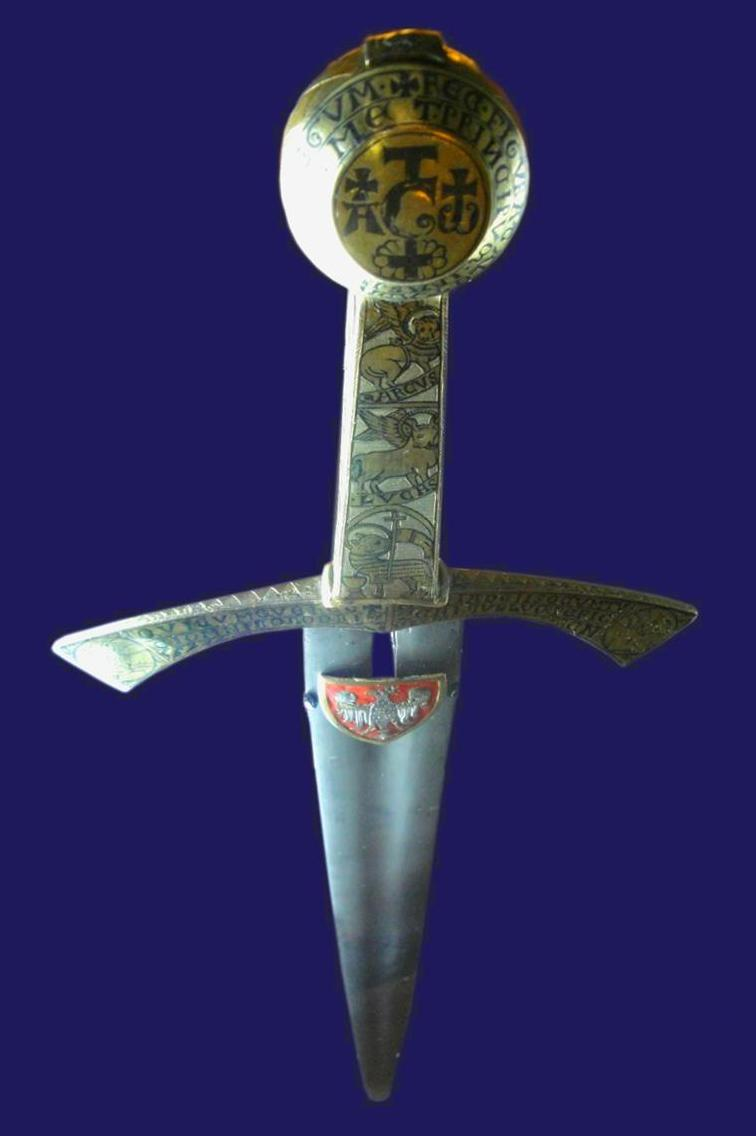
A Szczerbiec kard markolatának előlapja

A Szczerbiec egy tizenharmadik századi, mintegy 98 centiméter hosszú ceremoniális kard, melyen igen gazdag és finoman cizellált gótikus díszítések sora található. A kardok osztályozására szolgáló Oakeshott tipológia szerint e kard XII-es besorolású, melynek markolata brazil dió formájú végsúlyban végződik, valamint keresztvasi része 6-os besorolású, habár a kard pengéje megváltozott az évszázadok során a korrózió és az intenzív takarítás következtében, melyet minden egyes koronázás előtt megejtettek.
A kard markolata íves keresztvasból és a markolat végén elhelyezkedő végsúlyból, valamint az ezek között elhelyezkedő lapos fogórészből áll.  A kard markolata 10 centiméter hosszú, 1,2 centiméter vastag és kettőtől három centiméter vastagságig terjedő mértékben, trapéz alakban szélesedik. Keresztmetszetileg sokszögletű, melynek kemény élei alkalmatlanná teszik arra, hogy hasznos harci eszközként szolgáljon, mely még jobban kihangsúlyozza e kard ceremoniális jellegét. Végsúlya 4,5 centiméter átmérőjű, valamint 2,6 centiméter vastagságú, lekerekített külső gyűrűvel, mely 1,3 centiméter szélességű. Keresztvasa 1,8 centiméter vastagságú ívet formáz, mely mindkét végén 3,4 centiméteresre szélesedik ki. A markolat közelében mintegy 1 centiméter vastagságú és a külső ívén mérve köríve mintegy 20 centimétert tesz ki.
Végsúlya és keresztvasa ezüstből készült. A markolat belső része sárgarézből készült, melynek csapja magába foglalja a pengét. Feltehetően a tizenkilencedik század során alakították így át, hogy kiváltsák az eredeti magját a kardnak, mely valószínűleg korrodálódott. Még ugyanebben az időben szegecselhették a végsúlyhoz a penge hátsó részét. A szegecs feje fél centiméter átmérőjű, mely egy sokszögletű 1,1 cm × 1,4 cm méretű alátéttel van megtámasztva.
A markolat minden részét aranylemezekkel borították, melyet hegyes, vagy lekerekített hegyű gravírozó eszköz segítségével díszítettek, valamint fémszulfidbetétes, fekete fémötvözettel láttak el, mely éles kontrasztot alkot az arany színével. Mindegyik aranylemez 1 milliméteres vastagságú és 18 karátos aranyból készült. A fémszulfidbetétes díszítések román betűtípussal készültek, néhány iniciálé beiktatásával, valamint keresztény jelképeket és virágdísz mintázatokat tartalmaznak. A virágminták negatívban, aranyból vannak kivitelezve, ellensúlyozva a sötét színű fémszulfidbetétes díszítést.

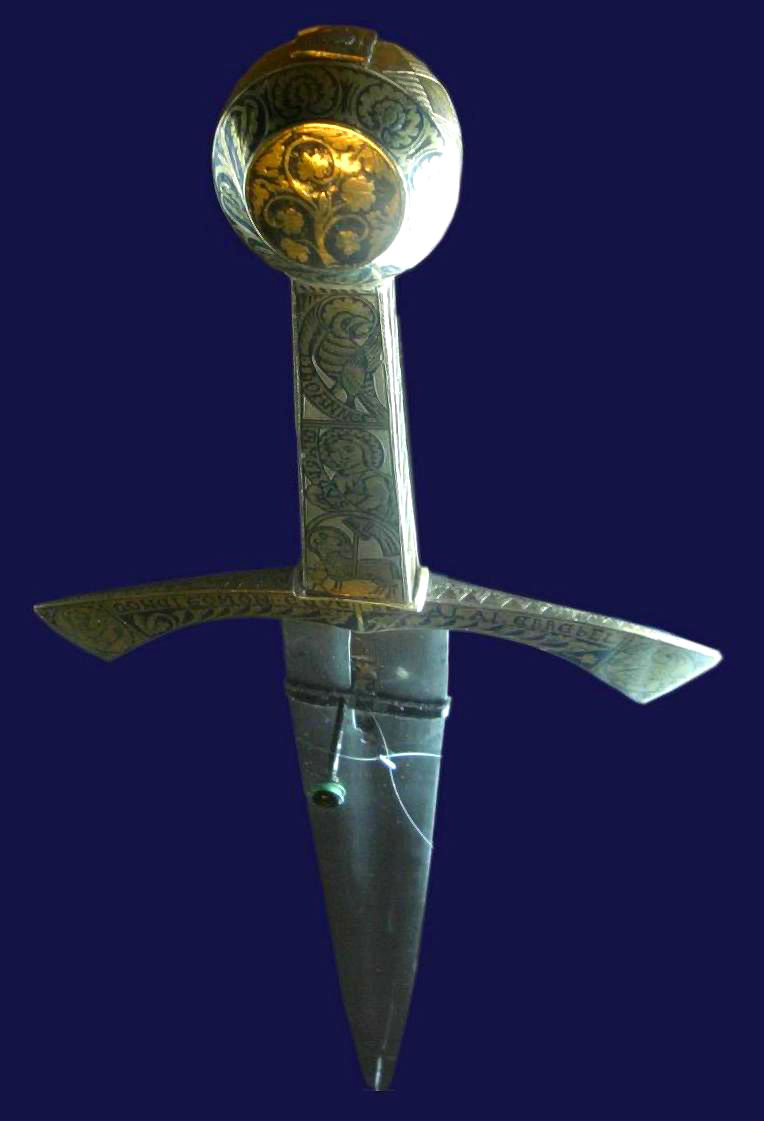
A Szczerbiec koronázási kard hátoldali része.

A markolat előlapján a végsúlyon található egy markáns T betű, mely egy 90 fokban jobbra elfordított C, vagy G betűn áll, mely utóbbi betűről feltételezik, hogy pusztán csak dekorációs célt szolgál a T betű tartása céljából, valamint mindezek mellett található balról a görög A (alfa) és jobbról a görög ábécé utolsó betűje, az ω (omega), melyeknek tetején kicsiny keresztek állnak. A T betű alatt, lent egy harmadik kereszt látható egy felhő, vagy virág közepén, melynek tizenkét virágszirma van. A végsúly lekerekített külső gyűrűjén latin írással a következő mondat olvasható két sorban: Rec figura talet ad amorem regum / et principum iras iudicum, azaz Ez a jel a királyok és hercegek szeretetéből ered,/a bírók haragjából.  A markolaton a négy apostol jelképei közül kettő látható, melyek közül az egyik Márk evangélista oroszlánja, a másik Lukács evangélista ökre, akárcsak az úgy nevezett Agnus Dei, azaz Isten báránya. A keresztvason a következő felirat olvasható két sorban leírva: Quicumque hec / nomina Deii secum tu/lerit nullum periculum / ei omnino nocebit, azaz Aki Isten eme neveit viszi magával, semmiféle vész nem fenyegeti.
A markolat hátoldali része stilizált szőlőbokorral van díszítve, melyet szőlőlevelek koszorúznak. A markolat hátoldalán János evangélista jelképe, a sas, valamint Máté apostol jelképe, egy angyal látható, valamint még egy Agnus Dei, azaz Isten báránya. A keresztvas hátoldalán a következő latin nyelvű felirat fut végig egy sorban írva: Con citomon Eeve Sedalai Ebrebel , azaz magyarul Buzgó hit ösztönöz Isten neveire: Sedalaire és Ebrehelre. A keresztvas szemközti végein ismét feltűnik Szent János és Máté apostol szimbóluma.
A markolat külső részei rombuszformákkal van mintázva, míg a keresztvas felső széle hasonló kialakítású háromszögletű sormintát tartalmaz. A markolat keskenyebb oldalai ezüstlemezekkel voltak borítva, melyeket karcolt díszítések tarkították, ám ez valamilyen módon elveszett a tizenkilencedik század során. Ezen díszítésekről azonban számot adnak különböző grafikai források, melyeket még II. Szaniszló Ágost lengyel király udvari festője, Johann Christoph Werner készített 1764-ben, valamint Jacek Przybylski 1792-ből származó művei. A lemezek egyike valamikor abban az időben törhetett le és a feliratnak csak töredéke maradt fenn az utókor számára, mely így szól: Cum quo ei D[omi]n[us] SOS [Salvator Omnipotens Salvator] auxiletur ad[ver]sus partes amen, azaz Aki a Mindenható Isten és Megváltó által, hogy segítsen neki ellenségei ellen, Ámen. Az első felirat hiányzó részeiről csak a lengyel Radziwiłł nemesi család által egykor birtokolt Szczerbiec replika ad képet. A teljes szöveg így hangzik: Iste est gladius Principis et haeredis Boleslai Ducis Poloniae et Masoviae, Lanciciae, azaz Ez a kard Ulászló herceg, Lengyelország, Mazóvia és Łęczyca hercegének öröksége. Ulászló herceg pontos személye napjainkig sem tisztázott.
|            | Előlap | Előlap | Keskeny oldal                                                                                     | Hátoldal                                                                          | Hátoldal                                                                          | Keskeny oldal                                                                                                |
| ---------- | --- | --- | ------------------------------------------------------------------------------------------------- | --------------------------------------------------------------------------------- | --------------------------------------------------------------------------------- | --- |
| Végsúly    | Középső kör: Stilizált T -betű(vagy T-betű a C-betűn) az alfa és ómega betűk között, keresztekkel körülvéve, egy kereszt felett a tizenkét levelű virágminta felett. | Középső kör: Stilizált T -betű(vagy T-betű a C-betűn) az alfa és ómega betűk között, keresztekkel körülvéve, egy kereszt felett a tizenkét levelű virágminta felett. | Rombusz mintázat                                                                                  | Középső kör: szőlőbokor                                                           | Középső kör: szőlőbokor                                                           | Rombusz mintázat                                                                                             |
| Végsúly    | Lekerekített külső gyűrű: Felirat: + REC. FIGVRA. TALET. AD AMOREM. REGVM. ET. PRINCIPVM. IRAS IUDICV. M                                                             | Lekerekített külső gyűrű: Felirat: + REC. FIGVRA. TALET. AD AMOREM. REGVM. ET. PRINCIPVM. IRAS IUDICV. M                                                             | Rombusz mintázat                                                                                  | Lekerekített külső gyűrű: Szőlőlevelek                                            | Lekerekített külső gyűrű: Szőlőlevelek                                            | Rombusz mintázat                                                                                             |
| Markolat   | A Szczerbiec markolatának előlapi díszítése | Felül: Szent Márk szárnyas oroszlánja, felirat: MARCVS | Felirat: LIST E. EST. GLAUD… h.BOLEZLAI ‘DVC… (elveszett, rombusz mintázattal lett helyettesítve) | A Szczerbiec markolatának hátoldali díszítése                                     | Felül: Szent János jelképe, felirat: IhOANNES                                     | felirat: CVM. QVO. EI DNS. OS. AVXIL ETVR. ADUS. PARTES. AMEN (korábban elveszett, ma viasszal van kitöltve) |
| Markolat   | A Szczerbiec markolatának előlapi díszítése | Középen: Szent Lukács szárnyas ökre, felirat: LVCAS | Felirat: LIST E. EST. GLAUD… h.BOLEZLAI ‘DVC… (elveszett, rombusz mintázattal lett helyettesítve) | A Szczerbiec markolatának hátoldali díszítése                                     | Középen: Máté apostol angyala: MMThCVS                                            | felirat: CVM. QVO. EI DNS. OS. AVXIL ETVR. ADUS. PARTES. AMEN (korábban elveszett, ma viasszal van kitöltve) |
| Markolat   | A Szczerbiec markolatának előlapi díszítése | Alul: Isten báránya | Felirat: LIST E. EST. GLAUD… h.BOLEZLAI ‘DVC… (elveszett, rombusz mintázattal lett helyettesítve) | A Szczerbiec markolatának hátoldali díszítése                                     | Alul: Isten báránya                                                               | felirat: CVM. QVO. EI DNS. OS. AVXIL ETVR. ADUS. PARTES. AMEN (korábban elveszett, ma viasszal van kitöltve) |
| Keresztvas | Szent Márk szárnyas oroszlánja | Bal vége: Szent Márk szárnyas oroszlánja | Háromszög mintázat                                                                                | Máté apostol angyala                                                              | Bal vége: Máté apostol angyala                                                    | Háromszög mintázat                                                                                           |
| Keresztvas | Középen: felirat: QVICVMQVE hEC + NOMI[N]A DEII SECVM TVLERI[T] NVLLVM PERICVL[VM] CN EI OMNINO NOC[E]BIT                                                            | Középen: felirat: QVICVMQVE hEC + NOMI[N]A DEII SECVM TVLERI[T] NVLLVM PERICVL[VM] CN EI OMNINO NOC[E]BIT                                                            | Háromszög mintázat                                                                                | Középen: felirat: CON. CITOMON.. EEVE SEDALAI. EBREbEL szőlőlevél díszítés felett | Középen: felirat: CON. CITOMON.. EEVE SEDALAI. EBREbEL szőlőlevél díszítés felett | Háromszög mintázat                                                                                           |
| Keresztvas | Szent Lukács szárnyas ökre | Jobb vége: Szent Lukács szárnyas ökre | Háromszög mintázat                                                                                | Szent János jelképe                                                               | Jobb vége: Szent János jelképe                                                    | Háromszög mintázat                                                                                           |

A kard anyagának és díszítőmotívumainak részletes elemzése kimutatta, hogy a markolatgomb és a keresztvas lemezeit egyazon művész készítette, míg a markolaton lévő lemezeket csak később tették fel a kardra. A későbbi előlapi és hátlapi díszítéseket feltehetően ugyanabban a műhelyben készítették, ugyanazon eszközök felhasználásával, ugyanakkor két különböző alkotótól származnak. Sőt mi több, a rombuszos díszítéssel ellátott egyik oldalsó lemez, mely az egyik oldalról elveszett lemezek feliratait helyettesíti, csak a tizenkilencedik század során került a kardra.
A Szczerbiecről fennmaradt képi emlékek számos alkalommal dokumentálják azt, hogy a díszítőlemezeket sokszor szerelték le, majd fel a kard markolatára, különböző elhelyezések szerint. A jelenlegi összeállítás az apostolok jelképeivel, melyek a markolat mindkét oldalán feltűnnek, megegyezik a Johann Christoph Werner által 1794-ben lerajzolt legelső képi megjelenítésen foglalt elhelyezési móddal. Lehetséges, hogy az arany lemezek és a szentek jelképeinek eredeti elhelyezkedése eltért ettől és a markolat minden oldalán szerepeltek az apostolok jelképei.

### A kard pengéje

A koronázási kard sematikus ábrája a méretek feltüntetésével, díszítések nélkül.

A penge 82 centiméter hosszú, felső részén 5 centiméter széles és 3 milliméter vastag. A kardlap 74 centiméteres hosszúságú és átlagosan 2 centiméter széles. Metallográfiai elemzések kimutatták, hogy a pengét egyenetlenül kovácsolták és cementálták félkeményre olvasztókohóban. A vastól eltekintve a penge anyaga mintegy 0,6 százalék szenet, 0,153 százalék szilíciumot, 0,092 foszfort, valamint további anyagokat tartalmaz. Számos salakzárvány található az acélban, amely a középkori kohászat egyik jellegzetessége. A penge bizonyos részeit edzéssel erősítették. A markolattal ellentétben a penge teljes mértékben alkalmas harci eszköznek. A penge felszíne mély karcolásokkal borított a penge teljes hosszában, mely az intenzív rozsdát eltávolító takarításnak köszönhető, amely minden koronázást megelőzött és, amelyet vélhetően homokkal, vagy téglaporral hajtottak végre. A korrózió inaktív foltjai a felszínen bárhol felbukkanhatnak.
Közvetlenül a markolat alatt három perforáció található a penge markolatba illeszkedő részében. A legnagyobb ezek közül egy sokszögletű vágat, amely 64 milliméter hosszúságú és 8,5 milliméter széles. Ez a tő lengyelül szczyrba, vagy szczerba néven ismeretes, melyet eredetileg a rozsda okozott és csak a tizenkilencedik század során polírozták a napjainkban is látható sokszögletű formára. Egy kis méretű olajfestékkel díszített címerpajzsot rögzítettek a vájathoz. A címerpajzs megközelítőleg háromszögletű, melynek oldalai 4 és 4,5 centiméter között váltakoznak. A címeren a Lengyelország címerében látható fehér sas szerepel, mely pajzs eredetileg a kard hüvelyéhez volt rögzítve. A gótikus stílusú hüvely arany és ezüst kapoccsal van ellátva, melyet feltehetően 1320-ban készítettek és 1819 és 1874 között elveszett. Maga a címerpajzs az egyetlen egy fennmaradt eleme a hüvelynek. A címerpajzs a szemlélő szemszögéből nézve balra volt döntve, miközben a hüvely kapcsához volt rögzítve, de napjainkban a pengéhez van igazítva. A pajzson szereplő aranykoronát viselő sas vörös mezőben látható, szalagok keresztezik szárnyait, farktollain és karmain gyűrű látható. A másik két perforáció 24 milliméternyire fekszenek egymástól. A felső lyuk mintegy 28 milliméteres átmérőjű és a nagyobb vájat alatt található, míg a másik lyuk mindössze 1,4 milliméteres. Vélhetően a tizenkilencedik század során lyukasztották át a pengét, hogy ezáltal hozzá tudják rögzíteni a címerpajzsot.

## Története
Korlátozott mennyiségű történelmi forrás kapcsolódik a korai lengyel koronázási kardhoz, amely gyakran legendákkal keveredik. A „Szczerbiec” elnevezés legkorábbi felbukkanása a Wielkopolska Chronicle, azaz a Nagy lengyel krónikában fordul elő a tizennegyedik század fordulóján. E forrás alapján a kardot legelőször I. Boleszláv lengyel király (uralkodása: 992-1025) kapta meg egy angyaltól. A lengyel királyoknak ezért ajánlott volt a kardot magukkal vinniük a csatába, hogy diadalmaskodhassanak ellenségeik felett. Boleszláv Kijevi Rusz elleni támadása során hozzáütötte a kardot a kijevi Aranykapuhoz, miközben elfoglalta a várost. Ez okozta azt a vájatot, amely a penge szélén található és, amely a kard elnevezését is adja. E forrást mintegy háromszáz évvel a benne foglalt eseményeket követően írták, ami valószínűtlenné teszi a kard természetfeletti eredetét, valamint az is aláássa a történetben foglaltakat, miszerint a kardot az Aranykapunak ütötte a király, mivel  I. Boleszláv részvétele a kijevi örökösödési háborúban 19 évvel korábban volt 1018-ba, mint hogy az Aranykapu építése egyáltalán elkezdődött volna 1037-ben. 
Bár a fentebbi történet meglehetősen valószínűtlen elemeket tartalmaz, ugyanakkor előfordulhat, hogy a király egy korábbi kapunak ütötte neki kardját. Dédunokája, II. Boleszláv lengyel király (uralkodása: 1058–1079) 1069-ben hozzáütötte a kijevi Aranykapuhoz a kardot, amely egy szokásos gesztus volt, amely arra szolgált, hogy megmutassa, hogy a király átvette az uralmat a város felett. Lehetséges, hogy a kardot azért őrizték meg, hogy I. Boleszláv király győzelmei előtt hódoljanak, hogy leszármazottai kifejezzék általa tiszteletüket a bátor lengyel uralkodó előtt. Kadłubek Boldog Vince leírja Chronica seu originale regum et principum Poloniae című művében, hogy III. Boleszláv lengyel fejedelemnek (uralkodása: 1107-1138) volt egy kedvenc kardja, melyet Żuraw, vagy Grus néven ismerünk. Egy írnok, aki 1450-ben lemásolta a történetet a Żuraw elnevezés mellé hozzátette még a Szczurbycz elnevezést, de azt nem lehet tudni, hogy ez utóbbi egy másik kardot jelölt-e, vagy ugyanarról a kardról van szó.
A Nagy lengyel krónika szerint a kardot a Waweli székesegyházban kelt őrizni. A Szczerbiec későbbi holléte ismeretlen. Vélhetően Prágába szállították más királyi jelvényekkel egyetemben, amikor lengyel királlyá koronázták II. Vencel cseh királyt Gniezno városában 1300-ban. Hogy pontosan mi történt a többi királyi jelvénnyel, azt nem lehet tudni.

## Fordítás
Ez a szócikk részben vagy egészben  a   Szczerbiec című angol Wikipédia-szócikk ezen változatának fordításán alapul.  Az eredeti cikk szerkesztőit annak laptörténete sorolja fel. Ez a jelzés csupán a megfogalmazás eredetét és a szerzői jogokat jelzi, nem szolgál a cikkben szereplő információk forrásmegjelöléseként.